# Шустин, Семён Сергеевич
Семён Серге́евич Шу́стин (род. 22 ноября 1974) — российский легкоатлет, специалист по бегу на длинные дистанции, кроссу и марафону. Выступал за сборную России по лёгкой атлетике в 1990-х годах, чемпион России в беге на 10 км и полумарафоне, победитель и призёр первенств всероссийского значения, участник ряда крупных международных стартов. Представлял Костромскую область.

## Биография
Семён Шустин родился 22 ноября 1974 года. Занимался лёгкой атлетикой в Костроме.
Впервые заявил о себе на международном уровне в сезоне 1993 года, когда вошёл в состав российской сборной и выступил на чемпионате мира по кроссу в Аморебьета-Эчано, где занял среди юниоров 54-е место.
В 1995 году показал 32-й результат на чемпионате Европы по кроссу в Алнике.
В 1996 году с личным рекордом 1:01:26 одержал победу на полумарафоне в Нижнем Новгороде, в беге на 3000 метров финишировал девятым на Мемориале братьев Знаменских в Москве, занял 70-е место на чемпионате мира по полумарафону в Пальме, 29-е место на кроссовом чемпионате Европы в Шарлеруа.
В 1997 году одержал победу в дисциплине 10 км на открытом чемпионате России по бегу по шоссе в Щёлково, прошедшем в рамках 28-го Пробега памяти Ю. А. Гагарина. Также в этом сезоне показал 15-й результат на Европейском вызове по бегу на 10 000 метров в Баракальдо, вновь выиграл полумарафон в Нижнем Новгороде, в дисциплине 3000 метров закрыл десятку сильнейших на Мемориале Знаменских в Москве.
В 1998 году превзошёл всех соперников в полумарафоне на открытом чемпионате России по бегу по шоссе в Адлере, занял 98-е место на чемпионате мира по кроссу в Марракеше, финишировал девятым а беге на 5000 метров на чемпионате России в Москве, выиграл 30-километровый пробег «Пушкин — Санкт-Петербург».
В 1999 году стал шестым на чемпионате России по полумарафону в Адлере, седьмым на полумарафоне в Нижнем Новгороде, седьмым в дисциплине 3000 метров на Мемориале Знаменских в Москве, шестым на полумарафоне в Санкт-Петербурге, выиграл бег на 5000 метров на Мемориале Владимира Куца в Москве, выиграл серебряную медаль на чемпионате России по бегу на 10 000 метров в Москве.
В 2002 году принял участие в Белградском марафоне, с результатом 2:36:46 пришёл к финишу шестым.